# Somriures i llàgrimes
Somriures i llàgrimes (títol original en anglès: The Sound of Music) és una pel·lícula estatunidenca de Robert Wise estrenada el 1965. És una pel·lícula musical basada en el llibre de Maria Augusta Trapp, La Familia Trapp i en el musical homònim. Guardonada amb cinc Premis Oscar es troba entre les deu pel·lícules més taquilleres de tots els temps. Ha estat doblada al català.

## Argument
Els esdeveniments narrats en la comèdia succeeixen una mica abans de la Segona Guerra Mundial a Àustria, a l'Anschluss.
A Àustria, la Maria és una jove que estudia per fer-se religiosa en un convent situat a Salzburg. El seu convent l'envia com a cuidadora de set nens, en la família d'un vidu, el capità Georg Ritter von Trapp. Al començament, els nens es mostren hostils i trapelles. Ella resisteix, tot ensenyant-los a cantar. Aviat, però, els serveix d'amiga i de confident.
El capità, per la seva part, freqüenta una baronessa amb l'objectiu de trobar una mare per als seus fills. L'arribada d'aquesta majordoma poc ortodoxa el portarà a veure els seus sentiments cap a la baronessa. Ella, tanmateix, no veu aquesta situació de bon ull i incita la Maria a deixar la família von Trapp. De tornada al convent, després d'alguns dies d'oració, la mare superior li farà comprendre que l'amor carnal no pot ser apagat per la simple oració. És llavors que la Maria i el capità s'adonen del seu amor.
Les lliçons de cant de la Maria donen fruit, i l'oncle de la família ha inscrit la família Trapp en un concert de cants a Salzburg. Tots aquests esdeveniments tenen lloc quan Àustria és annexionada a l'Alemanya nazi.
De tornada de viatge de noces amb la Maria, el capità ha de reprendre el servei a la marina, però es nega a participar en la guerra. Prepara la fugida per salvar la seva família de la destrucció. Intenten fugir el vespre de l'actuació a Salzburg, però la família és sorpresa pels nazis. Aquests últims acceptaran que actuïn en públic, però el capità s'haurà de presentar al seu lloc l'endemà, sota pena de sanció. Al final de l'espectacle, tot i vigilada, la família sencera aconsegueix amagar-se al convent i fugir cap a Suïssa passant per les muntanyes.

## Repartiment
- Julie Andrews: Maria von Trapp[8]
- Christopher Plummer, veu Bill Lee, cant: capità von Trapp
- Eleanor Parker: La Baronessa Elsa Schraeder
- Richard Haydn: Max Detweiler
- Peggy Wood, veu: Margery McKay, cant: la Mare superiora
- Anna Lee: sor Margaretta
- Portia Nelson: sor Berthe
- Ben Wright: Herr Zeller
- Daniel Truhitte: Rolfe
- Norma Varden: Frau Schmidt
- Marni Nixon: sor Sophia
- Gilchrist Stuart: Franz
- Evadne Baker: sor Bernice
- Doris Lloyd: baronessa Ebberfeld
- Charmian Carr: Liesl von Trapp
- Nicholas Hammond: Friedrich von Trapp
- Heather Menzies: Louisa von Trapp
- Duane Chase: Kurt von Trapp
- Angela Cartwright: Brigitta von Trapp
- Debbie Turner: Marta von Trapp
- Kym Karath: Gretl von Trapp

## Al voltant de la pel·lícula

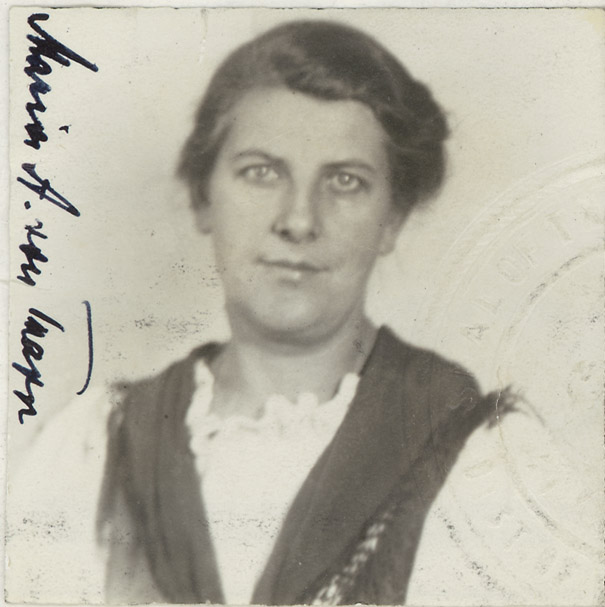
La vertadera Maria Augusta Trapp (1905-1987) va participar també en aquesta pel·lícula de Robert Wise on l'actriu Julie Andrews canta I Have Confidence.

- La pel·lícula, estrenada el 1965, va rebre l'Oscar a la millor pel·lícula de l’any.[9] Robert Wise va guanyar l'oscar al millor director.[10]
- Oscar Hammerstein II[11] va morir abans que s’acabés la pel·lícula i dues de les cançons van ser escrites per Richard Rodgers: I Have Confidence i Something Good.
- Conté diverses cançons d’èxit, entre les quals Edelweiss,[12] My Favorite Things (que va esdevenir estàndard de jazz gràcies a John Coltrane),[13] Climb Ev'ry Mountain, Do-Re-Mi i The Lonely Goatherd , així com la cançó del mateix títol The Sound of Music (reposada a Moulin Rouge!).[14]
- En el seu moment, aquesta pel·lícula va aconseguir el segon lloc en recaptació, després d’Allò que el vent s’endugué. Malgrat la seva enorme popularitat, la cèlebre crítica de cinema Pauline Kael, tot i que en una valoració inicial del film, en una nota sense signar per al New Yorker, va admetre que no era immune als seus enginys i encants i va elogiar l'actuació sinistre i decadent de Plummer, en una ressenya posterior va titllar la pel·lícula com la mentida ensucrada que sembla que la gent vol menjar.[5]
- El 2001, la Biblioteca del Congrés dels Estats Units la va considerar com a «culturalment important» i la va preservar al registre nacional de les pel·lícules (National Film Registry).[15]
- La pel·lícula és la tercera pel nombre absolut d’entrades venudes (142.415.400 bitllets Arxivat 2013-10-21 a Wayback Machine.) i en brut, ajustant la inflació (911 milions de dòlars) a Nord Amèrica (després d’Allò que el vent s’endugué i Star Wars). Sumant-hi el nombre de cassets, DVD’s i vídeos venuts, i les difusions regulars a la televisió, es considera «la pel·lícula més vista produïda per un estudi de Hollywood».[16]
- La família té cinc noies i dos nois: Liesl (16 anys), Friedrich (14 anys), Louisa (13 anys), Kurt (11 anys), Brigitta (10 anys), Marta (6 anys) i Gretl (5 anys).[17]
- La versió cinematogràfica de 1965, protagonitzada per Julie Andrews i Christopher Plummer, mai no va ser estrenada oficialment a les sales austríaques. Igual que amb el musical original, l'escenografia de la pel·lícula amb simbologia i ambientació a la cúspide la invasió nazi i escenes com la del capità Georg von Trapp i la Maria, la institutriu, escapant per muntanyes boiroses de Salzburg ocupada, portant els seus set fills a la llibertat, recorda els pitjors moments del passat del segle xx. Tot i això, en la pel·lícula queda diluïda dràsticament l'amenaça del feixisme.[5] La qualificació de Die Presse, un dels diaris nacionals seriosos d'Àustria, va ser de dues hores i mitja de projecció avorrida. Un altre diari, Kurier, es va queixar que "Edelweiss", un dels números de l'espectacle, era un insult a la creació musical austríaca.[18]
- La dansa tradicional austríaca que Maria i el capità executen conjuntament en la recepció és el landler.[19]
- Només les cançons Maria i Climb Every Mountain van ser "parcialment" doblades, la resta no.

## Banda Original de la pel·lícula
| títol      | The Sound of Music |
| Compositor | Richard Rodgers    |
| País       | Estats Units       |
| estrena    | 1965               |
| Productor  | Neely Plumb        |
| Gènere     | Comèdia musical    |
| Etiqueta   | RCA Victor         |
| Crítica    | 4, 5 a Allmusic    |

The Sound of Music - Original Soundtrack  és la banda original de la pel·lícula, inspirada de la biografia familiar de Maria Augusta Trapp, La Família dels cantants Trapp.
Totes les músiques són de Richard Rodgers i les lletres d'Oscar Hammerstein II - excepte I Have Confidence i Something Good  que són escrites pel mateix Richard Rodgers, després de la mort del lletrista.

## Cançons
1. Prelude / The Sound of Music (interpretada perJulie Andrews)
2. Overture and Preludium (Dixit Dominus) (interpretada pel cor de monges)
3. Morning Hymn / Alleluia (interpretada pel cor de monges)
4. Maria (interpretada per Margery McKay, Anna Lee, Portia Nelson, Marni Nixon, Evadne Baker i une nonne inconnue)
5. I Have Confidence (interpretada per Julie Andrews)
6. Sixteen Going on Seventeen (interpretada per Charmian Carr i Daniel Truhitte)
7. My Favorite Things (interpretada per Julie Andrews, Charmian Carr, Nicholas Hammond, Heather Menzies, Duane Chase, Angela Cartwright, Debbie Turner i Kym Karath)
8. Do-Re-Mi (interpretada per Julie Andrews)
9. The Sound of Music (interpretada per Julie Andrews, Charmian Carr, Nicholas Hammond, Heather Menzies, Duane Chase, Angela Cartwright, Debbie Turner i Kym Karath)
10. The Lonely Goatherd (interpretada per Julie Andrews, Charmian Carr, Nicholas Hammond, Heather Menzies, Duane Chase, Angela Cartwright, Debbie Turner i Kym Karath)
11. So Long, Farewell (interpretada per Charmian Carr, Nicholas Hammond, Heather Menzies, Duane Chase, Angela Cartwright, Debbie Turner i Kym Karath)
12. Climb Ev'ry Mountain (interpretada per Margery McKay)
13. Something Good (interpretada per Julie Andrews i Bill Lee)
14. Processional/Maria (interpretada pel cor de monges)
15. Edelweiss (interpretada per Julie Andrews, Bill Lee, Charmian Carr, Nicholas Hammond, Heather Menzies, Duane Chase,, Angela Cartwright, Debbie Turner i Kym Karath)
16. Climb Ev'ry Mountain (Reposició)

## Premis i nominacions

### Premis[22]
- Oscar a la millor pel·lícula (Robert Wise)
- Oscar al millor director (Robert Wise)
- Oscar a la millor banda sonora (Irwin Kostal)
- Oscar al millor muntatge (William Reynolds)
- Oscar al millor so (James Corcoran, Fred Hynes)
- Globus d'Or a la millor pel·lícula musical o còmica
- Globus d'Or a la millor actriu musical o còmica per Julie Andrews

### Nominacions[22]
- Oscar a la millor actriu (Julie Andrews)
- Oscar a la millor actriu secundària (Peggy Wood)
- Oscar a la millor fotografia (Ted D. McCord)
- Oscar a la millor direcció artística (Boris Leven, Walter M. Scott, Ruby R. Levitt)
- Oscar al millor vestuari (Dorothy Jeakins)
- Globus d'Or al millor director Robert Wise
- Globus d'Or a la millor actriu secundària Peggy Wood